# Stefan Bielak
Stefan Bielak herbu Bielak (ur. 4 czerwca 1868 w majątku Kościeniewicze nieopodal Studzianki, zm. 29 grudnia 1907 Nowa Wilejka) – działacz PPS, polski Tatar, muzułmanin.
Był synem Macieja i Heleny ze Skirmontów, miał dwie siostry, Zofię i Eugenię. Z rodu tego pochodziło wielu żołnierzy i powstańców zasłużonych dla Rzeczypospolitej, pradziad gen. Józef Bielak, dziad ppłk Mustafa Bielak (1764-1834) uczestnik insurekcji kościuszkowskiej, stryj kpt. Bohdan Bielak poległy w powstaniu listopadowym.
Po ukończeniu w 1886 roku gimnazjum w Grodnie, rozpoczął studia prawnicze na Uniwersytecie w Moskwie, gdzie należał do pięcioosobowej grupy Związku Młodzieży Polskiej „Zet”. W 1892 roku, po skończeniu studiów, rozpoczął pracę aplikanta przy Sądzie Okręgowym w Wilnie i współpracę konspiracyjną z Józefem Piłsudskim. Wraz z nim, Stanisławem Wojciechowskim, Aleksandrem Sulkiewiczem i Ludwikiem Zajkowskim w czerwcu 1893 roku uczestniczył w I Zjeździe PPS, który miał miejsce w Lasach Ponarskich. Zapadła tam decyzja o wydawaniu gazety partyjnej „Robotnik”. Jako członek PPS, Stefan Bielak zajmował się kolportażem przez granicę nielegalnej prasy, prowadził agitację wśród robotników m.in. Wilna, Łodzi, Warszawy i Białegostoku oraz w wileńskim  mieszkaniu wielokrotnie ukrywał zagrożonych działaczy i tajną literaturę.
Zmarł po ciężkiej chorobie na zapalenie płuc w szpitalu w Nowej Wilejce k. Wilna. 2 stycznia 1908 został pochowany na wileńskim mizarze.